# Herbertia. (American Plant Life Society)
Herbertia. (American Plant Life Society) (abreviado Herbertia) es una revista con ilustraciones y descripciones botánicas que es editada en Orlando (Florida) desde el año 1936. Fue precedida por Yearb. Amer. Amaryllis Soc.

## Publicación
- Serie n.º 1 Vols. 3–15, 1936–48;
- Serie n.º 2, vols. 16–26, 1949–59; vol. 40+, 1984+